# Акутис, Карло
Ка́рло (Карл) Мари́я Аку́тис (итал. Carlo Maria Acutis; 3 мая 1991, Лондон — 12 октября 2006, Монца, Ломбардия) — итальянский подросток, активный пользователь интернета, блаженный Католической Церкви.

## Биография
Родился 3 мая 1991 года в Лондоне, куда его родители Андреа и Антония выехали из Милана в поисках работы. Когда семья вернулась в Милан, в возрасте 12 лет он начал практику ежедневного участия в Евхаристии и еженедельной исповеди. Не имея специального образования, он создавал сайты и программы о Евхаристических чудесах и католических святых. Называл Евхаристию дорогой к небу. Окончил Миланскую среднюю школу имени папы Льва XIII с классическим профилем. Его девизом было: «Все рождаются как оригиналы, но многие умирают как фотокопия».
За два месяца до смерти узнал, что болен лейкемией. Его болезнь имела острое течение и развивалась очень быстро. Карло Акутис умер 12 октября 2006 года, жертвуя все свои страдания за папу и за Церковь. Похоронен в городе Ассизи. В 2010 году его мать Антония в возрасте 43 лет родила разнополых близнецов Микеле и Франческу.

## Беатификация
Процесс беатификации начался в Миланской архиепархии в 2013 году. 5 июля 2018 года папа Франциск издал декрет о героичности его добродетелей, а 21 февраля 2020 года утвердил чудо за его покровительством — исцеление ребенка в Бразилии, открыв тем самым путь к беатификации. 1 октября его могила была открыта в Ассизи. Беатификационные торжества прошли 10 октября 2020 года в Ассизи.

## Будущая канонизация
В мае 2024 года папа Франциск официально признал второе чудо, связанное с Карло Акутисом, и начал процесс его канонизации. Окончательная дата канонизации была назначена на 27 апреля 2025 года, однако процедура была отложена в связи с кончиной самого папы Франциска.